# Quando torna l'inverno
Quando torna l'inverno (Un singe en hiver) è un film del 1962 diretto da Henri Verneuil.

## Trama
Nella Normandia della seconda guerra mondiale il proprietario di una piccola pensione vive con la nostalgia dell'avventurosa giovinezza passata in Cina. Per colmare la tristezza e rivivere i bei tempi andati ricorre a grandi quantità di alcolici. Durante un bombardamento fa il voto dell'astensione dall'alcol. A guerra finita giunge alla pensione un giovane, anch'egli con un vuoto interiore che placa con la bottiglia.

## Luoghi delle riprese
Tra i luoghi scelti per le riprese vi sono: il porto di Port-en-Bessin-Huppain, Trouville-sur-Mer, Lisieux, Deauville, Houlgate, Pennedepie, Villerville e Lisieux, tutti facenti parte del dipartimento francese del Calvados, in Normandia.

## Distribuzione
Distribuito in Francia l'11 maggio 1962, è uscito in Italia nel giugno del 1963, distribuito dalla Metro-Goldwyn-Mayer.

## Curiosità
Il regista Henri Verneuil appare in un cameo; nella sequenza in cui il suo nome appare nei titoli di testa egli è l'ufficiale tedesco che cammina su per le scale.